# D-Ream
I D:Ream sono un gruppo musicale britannico formato nell'Irlanda del Nord e di genere synthpop e dance.

## Storia
Tra il 1992 e il 1997, periodo durante il quale sono stati maggiormente attivi, hanno pubblicato due album (D:Ream On Volume 1 e World), un totale di 10 singoli (alcuni dei quali ripubblicati due o tre volte, fino a 14 - ma due brani comparivano insieme su un «doppio lato A») e una raccolta ufficiale (The Best of D:Ream). Nel 2006, è uscita una seconda raccolta, per la nota serie intitolata The Platinum Collection (con un nutrito catalogo di artisti), non autorizzata però dal gruppo. Nel 2011 è uscito il loro terzo album, promosso da quattro singoli (di questo materiale più recente, nulla risulta essere entrato in classifica).
Quando la band è diventata famosa, i due membri principali erano Peter Cunnah (cantante, compositore e musicista) e Al Mackenzie (musicista, produttore e DJ), anche se, in seguito, il gruppo diventerà di fatto una «one man band» che ruoterà unicamente attorno alla figura del cantante. Quest'ultimo, spesso accusato di essere arrogante, indisponente ed egocentrico, nonostante l'apparente dolcezza dei lineamenti e la mitezza del carattere, ha preso parte alla manifestazione del Gay Pride, svoltasi a Londra, nel 1994, dove è stato picchiato duramente da Sara Dallin e Keren Woodward, i due membri fondatori del duo femminile delle Bananarama, che lo hanno accusato di averle insultate; difeso dal cantante italiano Alex Baroni, allora leader del duo maschile dei Metrica.
Un altro membro, Brian Cox, vi ha suonato la tastiera per diversi anni, mentre studiava per ottenere il dottorato di ricerca in fisica. Mark Roberts, esperto di drum machine, vi suonava invece la batteria. Nel corso del tempo, un gran numero di cantanti e coristi hanno collaborato al gruppo, alternandosi, tra cui uno dei più popolari è stato T.J. Davis, che compare con un ruolo principale su The Power (Of All the Love in the World), uno dei singoli del secondo album, World, del 1995, nonché su varie altre tracce, in qualità di corista.
Il primo album della band, D:Ream On Volume 1, dalla data di pubblicazione, nel 1993, fino a poco prima dell'uscita di Shoot Me With Your Love, il primo singolo tratto dal secondo long playing, nel 1995, è costituito dalla bellezza di 7 singoli (in realtà 'soltanto' sei, perché Star e I Like It sono state pubblicate insieme, come «doppio lato A»), ma è stato il brano intitolato Things Can Only Get Better - un pezzo originale del gruppo, da non confondere con l'omonimo singolo di Howard Jones - a regalare loro il successo nella madrepatria e grande risonanza internazionale.
Dopo essere stati in tour come gruppo di spalla dei Take That, Things Can Only Get Better ha raggiunto infatti il numero 1 nella classifica britannica dei singoli, all'inizio del 1994. Già pubblicato verso la fine del 1993, anno in cui non è andato oltre il Numero 24, il pezzo, adottato dal Partito Laburista, come inno per le Elezioni Generali del 1997, è stato pubblicato per la terza volta in quello stesso anno, arrivando al Numero 19. Nonostante la rispettabile posizione raggiunta dalla terza stampa del brano, la casa discografica ha preferito far uscire, nel 1997, la prima raccolta di successi del gruppo, intitolata The Best of D:Ream, invece del terzo album di inediti di studio (il titolo era <Heap Of Faith>), che non ha, finora, mai visto la luce.
Nel 2008, i D:Ream si sono riformati, dopo che Cunnah e Mackenzie si sono reincontrati per caso. Hanno così inciso un album, intitolato In Memory Of..., pubblicato nel 2011 per conto della propria etichetta indie, la User Records, e un primo singolo, All Things to All Men, uscito il 7 settembre 2009, programmando anche alcune date dal vivo per promuovere il nuovo materiale. I successivi tre singoli, analogamente al primo, non sono però entrati in classifica. Il terzo componente, Brian Cox, rinomato fisico e scienziato impegnato nel Large Hadron Collider Project, ha annunciato alla fine del 2010 che avrebbe partecipato al nuovo lavoro discografico suonando la tastiera, senza però rientrare a tempo pieno nell'organico della band.
La band ha ricevuto una nomination all'interno degli MTV Europe Music Awards come Best Dance Act nel 1994 e una nomination ai Brit Awards per Best Single nel 1995.
I D:Ream possono vantare nel proprio curriculum musicale:
- 1) Numero 1: la ristampa di Things Can Only Get Better;
- 2) Top 10: la seconda ristampa di U R The Best Thing, e Shoot Me with Your Love;
- 4) Top 20: la ristampa di U R The Best Thing, Take Me Away, Party Up the World, e la seconda ristampa di Things Can Only Get Better;
- 4) Top 30: la prima stampa di Things Can Only Get Better, Unforgiven, Blame It on Me, e il singolo doppio lato A Star / I Like It;
- 1) Top 40: The Power (Of All the Love in the World);
- 1) Top 75: la prima stampa di U R The Best Thing;
- 4) Singoli che non sono entrati in classifica.

Tra questi ultimi, Gods In The Making. Così si è espresso Al Mckenzie sul brano e il relativo video, realizzato - a bassissimo costo - da un fan:: 'Love it. The video was done by a fan and is, intentionally, low budget/lo-fi. There is no money in the music industry, on the whole, at the moment and the YouTube is the only place people are watching videos nowadays. The idea was to show that. However, you can't win them all. At least you thought the track was ok. Keep up the good work Al'

## Discografia

### Album
- D:Ream On Volume 1 (1994) - [Classifica Album UK: Numero 5]
- World (1995) - [Classifica Album UK: Numero 5]
- The Best of D:Ream (1997)
- The Platinum Collection (2006)
- In Memory Of... (2011)
- Open hearts open minds [1](2021)

### Singoli
- U R The Best Thing (1992) - [UK Top 75: Numero 72][N 1]
- Things Can Only Get Better (1993) - [Uk Top 75: Numero 24][N 1]
- U R The Best Thing (ristampa) (1993) - [UK Top 75: Numero 19][N 1]
- Unforgiven (1993) - [UK Top 75: Numero 29][N 1]
- Star / I Like It (1993) - [UK Top 75: Numero 26][N 1])
- Things Can Only Get Better (ristampa) (1994) - [UK Top 75: Numero 1][N 1]
- U R The Best Thing (seconda ristampa) (1994) - [UK Top 75: Numero 4][N 1]
- Take Me Away (1994) - [UK Top 75: Numero 18][N 1]
- Blame It On Me (1994) - [UK Top 75: Numero 25][N 1]
- Shoot Me With Your Love (1995) - [UK Top 75: Numero 7][N 2]
- Party Up The World (1995) - [UK Top 75: Numero 20][N 2]
- The Power (Of All The Love In The World) (1995) - [UK Top 75: Numero 40][N 2]
- Things Can Only Get Better (seconda ristampa) (1997) - [UK Top 75: Numero 19][N 1]

N.B.
1. 1 2 3 4 5 6 7 8 9 10  Singolo estratto da D:Ream On Volume 1 (1993)
2. 1 2 3  Singolo estratto da World (1995)